# Lysen Bredning
Lysen Bredning er et sund, der forbinder Sallingsund i vest med Harre Vig i øst. Tilsammen udgør Lysen Bredning og Harre Vig en fælles fjordarm af Limfjorden. Ude i bredningen ligger den delvist borteroderede ø Hjortholm.Mod nord ligger den tidligere Sallingsund Kommune (Vile Sogn), mod syd ligger den tidligere Spøttrup Kommune (Krejbjerg og Rødding sogne). Mod sydøst ligger Lysen Odde, hvor der i 1889 blev bygget en dæmning, der hindrer adgangen til Hjerk Nor.   Tidligere benyttede bønderne i Vestsalling og Nordsalling naturhavnen i Lysen Bredning til smughandel. Dette skete på trods af gentagne gange klager fra købmændene i Skive.   
|  | Denne artikel om lokaliteten Lysen Bredning kan blive bedre, hvis der indsættes et (bedre) billede. Du kan hjælpe ved at afsøge Wikimedia Commons for et passende billede eller lægge et op på Wikimedia Commons med en af de tilladte licenser og indsætte det i artiklen. |

|  | Denne artikel kan blive bedre, hvis der indsættes geografiske koordinater Denne artikel omhandler et emne, som har en geografisk lokation. Du kan hjælpe ved at indsætte koordinater i wikidata. |